# Luis Navajas
Luis Manuel Navajas Ramos (Granada, 17 de diciembre de 1948) es un fiscal jubilado español. Fue teniente fiscal del Tribunal Supremo entre 2014 y 2020. Durante su periodo como teniente fiscal, ocupó interinamente la titularidad de la Fiscalía General del Estado en cuatro ocasiones.

## Trayectoria
Navajas nació en Granada en 1948. Licenciado en Derecho, ingresó en la carrera fiscal en abril de 1976 y tras varios destinos en diferentes fiscalías, fue nombrado fiscal jefe de la Audiencia Provincial de Guipúzcoa, cargo que ocupó entre 1987 y 2003 y que compaginó con el profesor de Derecho Penal en el Instituto Vasco de Criminología. Se hizo famoso por el informe que llevaba su nombre y que investigaba unas tramas corruptas en el cuartel de Intxarrurrondo de la Guardia Civil y en la que se vio envuelto el general Enrique Rodríguez Galindo. La causa fue archivada y recibió muchas críticas del entorno de la lucha contra ETA.

### Fiscalía del Tribunal Supremo
En 2003 fue nombrado fiscal de Sala de lo Penal del Tribunal Supremo y fue nombrado teniente fiscal del mismo tribunal el 1 de noviembre de 2014. Como teniente fiscal del Tribunal Supremo, pidió el sobreseimiento de la causa contra el juez Baltasar Garzón por haberse declarado competente para investigar los crímenes del franquismo.

#### Fiscal general interino

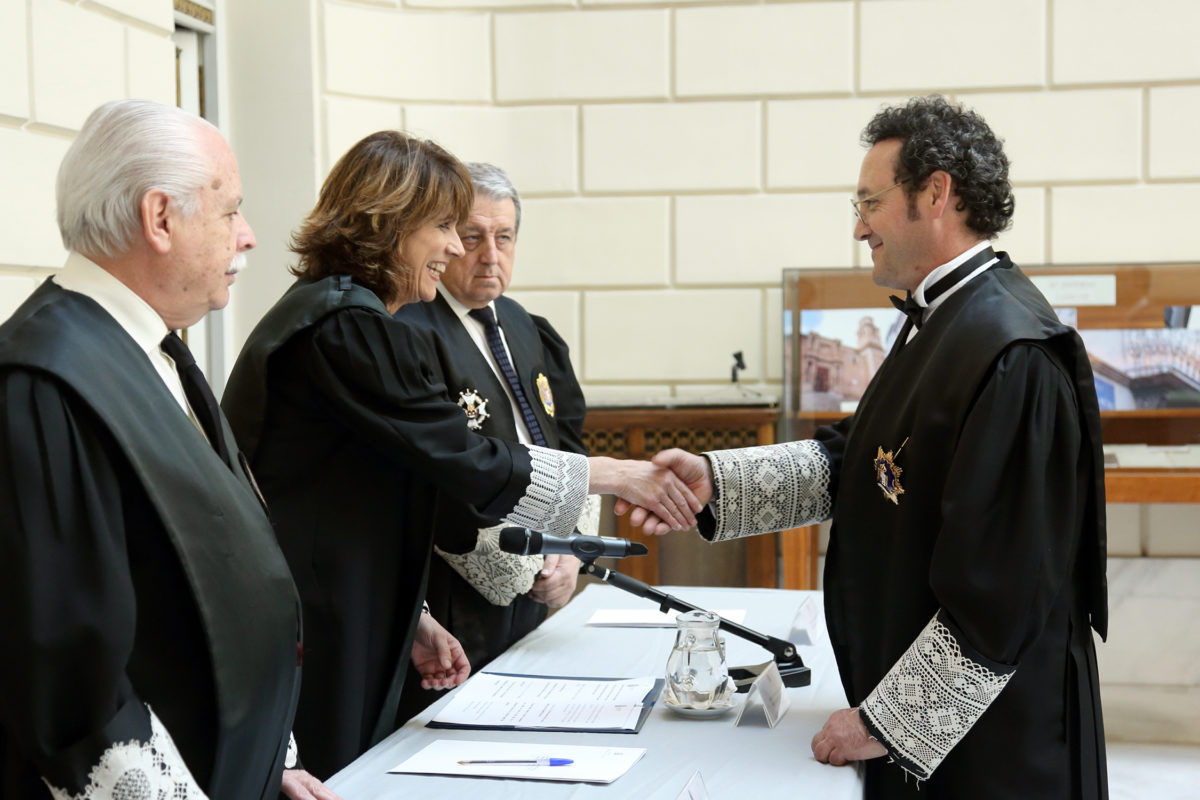
Luis Navajas (izq.), en la toma de posesión de Álvaro García Ortiz como fiscal jefe de la Secretaría Técnica.

Apenas un mes después de asumir su cargo como teniente fiscal, en diciembre de 2014 asumió interinamente la jefatura del Ministerio Fiscal tras la renuncia del fiscal general Torres-Dulce y hasta el nombramiento de su sucesora, la fiscal general Madrigal, el 13 de enero de 2015.
Su segundo periodo al frente del Ministerio Público fue en noviembre de 2017, a raíz de la muerte repentina del fiscal general José Manuel Maza. Cesó en diciembre, tras el nombramiento de Julián Sánchez Melgar como fiscal general.
Durante una semana, entre el 22 y 29 de junio de 2018, Navajas asumió el cargo hasta el nombramiento definitivo de la fiscal Segarra.
En enero de 2020, volvió a asumir interinamente el cargo de fiscal general tras el cese de la fiscal María José Segarra. Cesó el 26 de febrero, al ser nombrada fiscal general Dolores Delgado.

#### Querellas por la gestión del COVID-19
Debido a la gestión del Gobierno de la Nación en la pandemia de COVID-19, se presentaron decenas de querellas. De la investigación de los hechos se encargó la Fiscalía del Tribunal Supremo, encabezada por el teniente fiscal Navajas, quien rubricó el informe final que se presentó al Tribunal Supremo a mediados de septiembre. En este informe, la fiscalía solicitó al Alto Tribunal que inadmitiese las querellas contra el Gobierno al no encontrar encaje penal de los actos denunciados con los delitos recogidos en el Código Penal. Al parecer, el propio teniente fiscal recibió numerosas críticas desde el ámbito político, pero también desde el propio cuerpo de fiscales, llegando a denunciar este presiones por parte de los fiscales del Tribunal Supremo para que el informe apuntase directamente al Gobierno. Según Navajas, entre los fiscales que le mostraron su descontento estaría la exfiscal general del Estado, Consuelo Madrigal.
El teniente fiscal Navajas se jubiló el 17 de diciembre de 2020, al alcanzar la edad legal de 72 años.
| Predecesor: Eduardo Torres-Dulce (primera vez)José Manuel Maza (segunda vez) Julián Sánchez Melgar (tercera vez) María José Segarra (cuarta vez) | Fiscal general del Estado (interino) 2014-2015; 2017; 2018; 2020 | Sucesor: Consuelo Madrigal (primera vez)Julián Sánchez Melgar (segunda vez) María José Segarra (tercera vez) Dolores Delgado (cuarta vez) |
| Predecesor: Antonio Narváez Rodríguez | Teniente fiscal del Tribunal Supremo 2014-2020                   | Sucesor: Juan Ignacio Campos |